# خانم جولی
خانم جولی (انگلیسی: Miss Julie) فیلمی صامت به کارگردانی فلیکس باش است که در سال ۱۹۲۲ منتشر شد. از بازیگران آن می‌توان به آستا نیلسن، ویلیام دیترله، کته دورش، لینا لاسون، و گئورگ اچ. اشنل اشاره کرد.